# العلاقات البالاوية المدغشقرية
العلاقات البالاوية المدغشقرية هي العلاقات الثنائية التي تجمع بين بالاو ومدغشقر.

## مقارنة بين البلدين
هذه مقارنة عامة ومرجعية للدولتين:
| وجه المقارنة                                              | بالاو                         | مدغشقر                      |
| --------------------------------------------------------- | ----------------------------- | --------------------------- |
| المساحة (كم2)                                             | 465                           | 587.04 ألف                  |
| عدد السكان (نسمة)                                         | 21.73 ألف                     | 25.57 مليون                 |
| الكثافة السكانية (ن./كم²)                                 | 4.67 ألف                      | 43.56                       |
| العاصمة                                                   | نغيرولمود، كورور              | أنتاناناريفو                |
| اللغة الرسمية                                             | لغة إنجليزية، اللغة البالاوية | اللغة الملغاشية، لغة فرنسية |
| العملة                                                    | دولار أمريكي                  | أرياري مدغشقري              |
| الناتج المحلي الإجمالي (بليون دولار)                      | 291.54 مليون                  | 11.50 مليار                 |
| الناتج المحلي الإجمالي (تعادل القوة الشرائية) بليون دولار | 326.12 مليون                  | 35.51 مليار                 |
| الناتج المحلي الإجمالي الاسمي للفرد دولار أمريكي          | 13.50 ألف                     | 401                         |
| الناتج المحلي الإجمالي للفرد دولار أمريكي                 | 14.76 ألف                     | 1.44 ألف                    |
| مؤشر التنمية البشرية                                      | 0.780                         | 0.510                       |
| رمز المكالمات الدولي                                      | +680                          | +261                        |
| رمز الإنترنت                                              | .pw                           | .mg                         |
| المنطقة الزمنية                                           | ت ع م+09:00                   | ت ع م+03:00                 |

## منظمات دولية مشتركة
يشترك البلدان في عضوية مجموعة من المنظمات الدولية، منها:
| علم المنظمة | اسم المنظمة                                 | تاريخ انضمام بالاو | تاريخ انضمام مدغشقر |
| ----------- | ------------------------------------------- | ------------------ | ------------------- |
|             | مجموعة دول أفريقيا والكاريبي والمحيط الهادئ | ?                  | ?                   |
|             | مؤسسة التنمية الدولية                       | 16 ديسمبر 1997     | 25 سبتمبر 1963      |
|             | الأمم المتحدة                               | 15 ديسمبر 1994     | 20 سبتمبر 1960      |
|             | البنك الدولي للإنشاء والتعمير               | 16 ديسمبر 1997     | 25 سبتمبر 1963      |
|             | منظمة حظر الأسلحة الكيميائية                | ?                  | ?                   |
|             | مؤسسة التمويل الدولية                       | 16 ديسمبر 1997     | 27 سبتمبر 1963      |
|             | وكالة ضمان الاستثمار متعدد الأطراف          | 16 ديسمبر 1997     | 8 يونيو 1988        |
|             | يونسكو                                      | 20 سبتمبر 1999     | 10 نوفمبر 1960      |